# Vibi Accueu
Vibi Accueu (en llatí Vibius Accuaeus) va ser un militar romà del segle iii aC. Segurament formava part de la gens Víbia. Portava aquest cognomen suposadament per ser nadiu de la ciutat d'Accua.
Va ser comandant d'una cohort formada per aliats pelignes dins l'exèrcit romà l'any 212 aC. Va destacar per la seva valentia a la Segona Guerra Púnica.